# Station Letchworth Garden City
Letchworth Garden City is een spoorwegstation van National Rail in North Hertfordshire in Engeland. Het station is eigendom van Network Rail en wordt beheerd door Govia Thameslink Railway. Het station is Grade II listed.